# Эдвардс, Эрл (младший)
Эрл Уильям Эдвардс-младший (англ. Earl William Edwards Jr.; род. 24 января 1992, Сан-Диего, Калифорния) — американский футболист, вратарь клуба «Сан-Хосе Эртквейкс».

## Клубная карьера
Родился в Сан-Диего, штат Калифорния. Учился в Калифорнийском университете, где выступал за футбольную команду. Всего сыграл в 61 матче, 19 раз сохранив ворота «сухими». В 2013 и 2014 годах включался в сборную всех звёзд конференции Pac-12. Во время обучения параллельно выступал в Премьер-лиге развития за клуб «Вентура Каунти Фьюжн» и молодёжную команду клуба «Сиэтл Саундерс».
20 января 2015 года на Супердрафте MLS Эдвардс был выбран клубом «Орландо Сити» в третьем раунде под общим 43-м номером, а через месяц подписал с клубом трёхлетний контракт. Дебютировал 17 июня в игре Открытого кубка с «Чарлстон Бэттери», пропустив четыре мяча, в том числе один с пенальти. Сезон 2017 провёл в составе резервной команды клуба в Чемпионшипе. В MLS дебютировал 23 октября в последнем матче сезона против «Филадельфия Юнион», выйдя в стартовом составе и пропустив 6 мячей.
К 14 июля 2018 года «Орландо» имел серию из девяти поражений подряд, поэтому на матч против «Торонто», поэтому Джеймс О’Коннор решил выпустить вместо стартера Джо Бендика Эдвардса. Тот совершил три сейва, а клуб выиграл со счётом 2:1. В следующих четырёх играх он также выходил в стартовом составе, пропустив в совокупности 9 мячей. По окончании сезона клуб не стал продлевать контракт с игроком.
19 декабря 2018 года «Орландо» отдал вратаря в «Ди Си Юнайтед» в обмен на пик второго раунда Супердрафта. Сезон 2019 провёл в Чемпионшипе, выступая за фарм-клуб вашингтонцев «Лаудон Юнайтед». 8 января 2020 года переподписал контракт. За «Юнайтед» так и не дебютировал. 30 ноября, по окончании сезона, стал свободным агентом.
19 декабря 2020 года подписал контракт с «Нью-Инглэнд Революшн». Дебютировал 27 февраля 2022 года в матче против «Портленд Тимберс», выйдя в стартовом составе и пропустив два мяча. В следующей игре, против «Далласа», оформил свой первый «клиншит».

## Карьера в сборной
Выступал за национальные разных возрастов. В составе молодёжной сборной принимал участие в чемпионате мира 2009 в Нигерии, дойдя со сборной до 1/16 финала и проиграв сборной Италии.